# 大間々町下神梅
大間々町下神梅（おおままちょうしもかんばい）は、群馬県みどり市の町名である。郵便番号は376-0103。

## 地理
みどり市大間々町の西北部、赤城山の東南麓に位置する。北部は大間々町上神梅に、東北部から東部にかけて大間々町塩原に、東南部は大間々町桐原に、南部から西南部にかけて新里町奥沢に、西部は新里町高泉に、西北部は新里町赤城山にそれぞれ接する。
- 山岳：赤城山
- 河川：渡良瀬川、湯沢川

## 歴史
大間々町下神梅の前身にあたる勢多郡下神梅村は、古く深沢村と称したが、寛永年間（1624年-1644年）から慶安年間（1648年-1652年）ごろに神梅村と宿廻村（黒保根町宿廻）に分かれたと見られ、1671年（寛文11年）に神梅村が上神梅村・下神梅村に分割して成立した。
1889年（明治22年）の町村制施行に伴い水沼村・八木原村・上田沢村・下田沢村・宿廻村・上神梅村・下神梅村・塩沢村が合併して黒保根村が成立。下神梅村は黒保根村の大字の一つとなる。1958年（昭和33年）に上神梅・下神梅・塩沢の3大字が山田郡大間々町に編入した。
2005年（平成17年）に、勢多郡新里村・黒保根村が桐生市に編入。2006年（平成18年）に、勢多郡東村・山田郡大間々町・新田郡笠懸町が合併してみどり市が成立。山田郡大間々町下神梅が、みどり市大間々町下神梅となる。

## 人口と世帯数
2022年（令和4年）12月末の人口と世帯数は以下の通りである。
| 町丁           | 人口  | 世帯数 |
| -------------- | ----- | ------ |
| 大間々町下神梅 | 112人 | 53世帯 |

## 学校区
公立の小・中学校に通う場合、学校区は以下の通りとなる。
| 町丁           | 区域 | 小学校                   | 中学校                 |
| -------------- | ---- | ------------------------ | ---------------------- |
| 大間々町下神梅 | 全域 | みどり市立大間々北小学校 | みどり市立大間々中学校 |

## 交通
町内に鉄道・国道が各1路線、県道が3路線通じている。群馬県道62号沼田大間々線・群馬県道70号大間々上白井線は国道122号（銅山街道）と重複している。銅山街道の旧道は下神梅から手振山の西を回り瀬戸ケ原を経て桐原に通じていた。
わたらせ渓谷鐵道と国道122号は渡良瀬川沿いを走っており、下神梅から桐原にかけての現国道は明治時代に開通した神梅新道と呼ばれた区間で、崖沿いの蛇行区間は「七曲がり」と通称される交通の難所である。
わたらせ渓谷線では大間々駅-上神梅駅間の第一・第二・第三神梅トンネルによって難所を避けている。国道122号では七曲がりの対策のため迂回道路の建設が進められている。下神梅で現道から分岐して渡良瀬川に架橋して、塩原で群馬県道257号根利八木原大間々線と接続して、福岡大橋を渡って現道に合流する計画である。
町内西北部を走る群馬県道333号上神梅大胡線は、上神梅から下神梅の赤城ロマンド別荘地のニュータウン地区入口、新里町板橋の国道353号を経て、大胡町の群馬県道3号前橋大間々桐生線と接続する路線である。
- 鉄道
  - わたらせ渓谷鐵道
    - わたらせ渓谷線：第一神梅トンネル・第二神梅トンネル・第三神梅トンネル

- 国道・県道
  - 国道122号
  - 群馬県道62号沼田大間々線
  - 群馬県道70号大間々上白井線
  - 群馬県道333号上神梅大胡線

## 施設
- 近戸神社
- 赤城ロマンド別荘地
  - ロマンドニュータウンA・B地区